# Zachris Topelius
Zachris Topelius, občas též Sakari Topelius nebo Zakris Topelius, rodným jménem Zacharias Topelius (14. ledna 1818, Nykarleby – 12. března 1898, Sipoo) byl švédsky píšící finský romantický spisovatel, historik, novinář a rektor Helsinské univerzity. 
Je považován za zakladatele finského historického románu. Významné jsou také jeho knihy pro děti. Preferoval formu svého jména Zachris, aby se odlišil od svého otce, který se také jmenoval Zacharias.

## Život
Narodil se na venkovské usedlosti Kuddnäs nedaleko Nykarleby (finsky Uusikaarlepyy). Jeho otec byl místní lékař a sběratel lidové poezie, jeho matka známou vychovatelkou. Díky finanční stabilitě rodiny mohl bezstarostně studovat a tak byl v jedenácti letech poslán na školu v Oulu, kde se podle přání rodičů také zlepšoval ve finštině. Zde se v knihovně svých tet seznámil s románem Ivanhoe Waltera Scotta, Virgilovou Aeneidou, Homérovou Iliadou a Odysseou, ale také s loupežnickými a rytířskými příběhy.

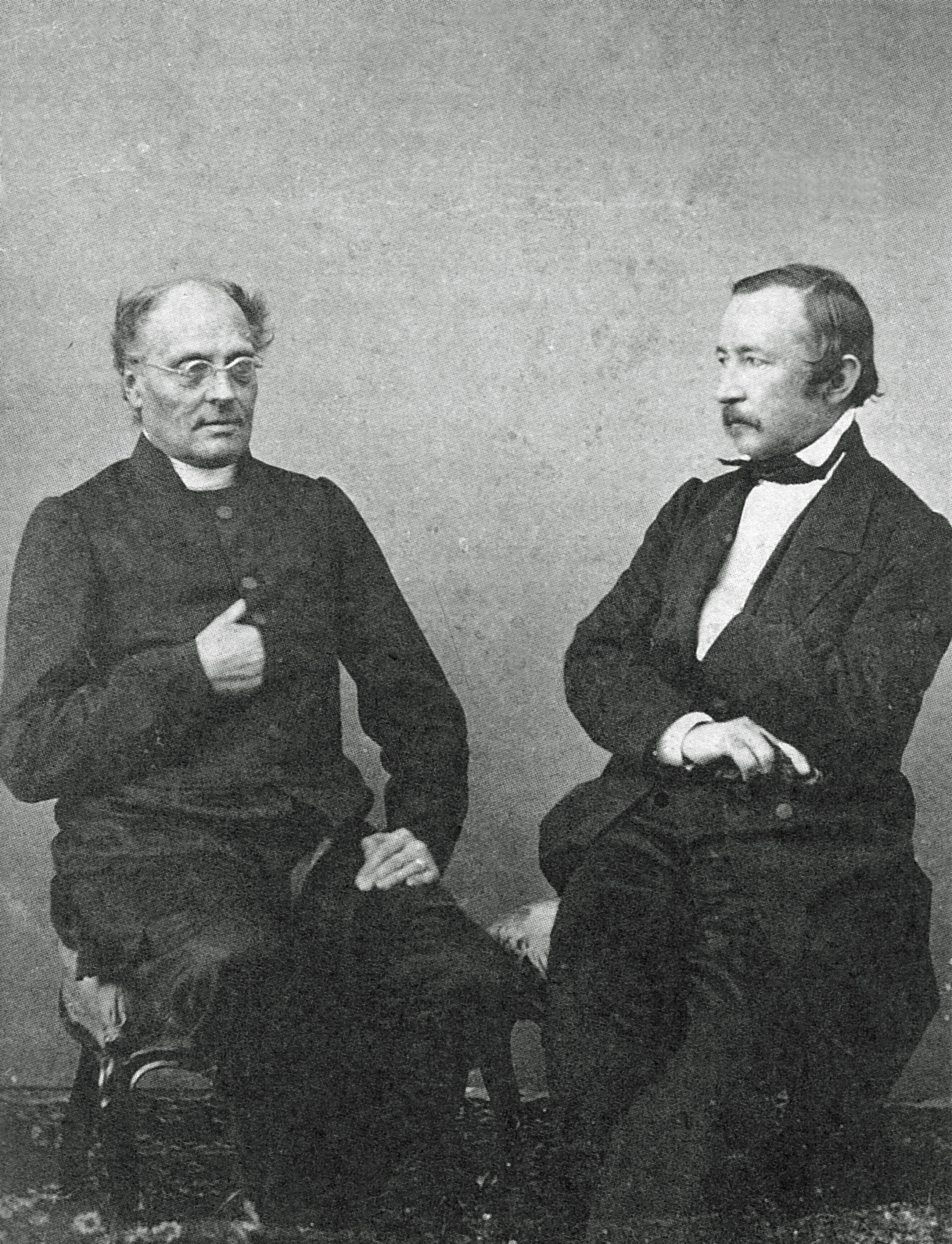
Runeberg a Topelius v roce 1863

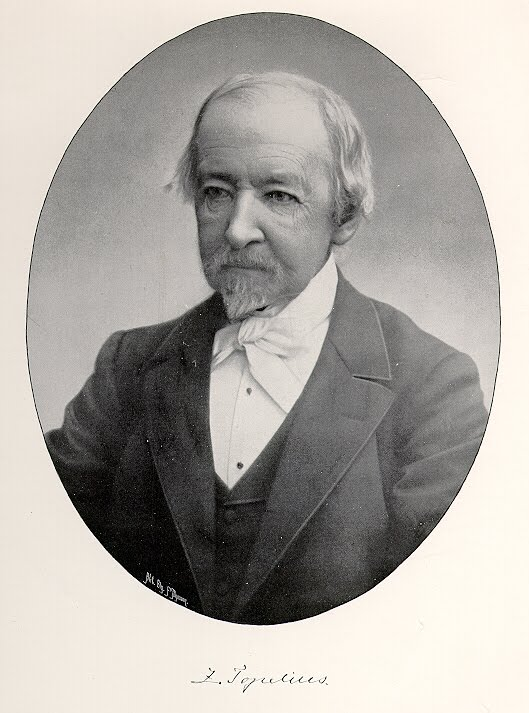
Zachris Topelius v roce 1890

Roku 1831 mu zemřel otec na zápal plic a jeho výchovu převzal otcův bratr. Ten rozhodl, aby Zacharias pokračoval v soukromém studiu u Johana Ludviga Runberga v Helsinkách a složil zde maturitní zkoušku. U Runeberga, v jehož domě jeden čas i žil, se scházela tzv. Sobotní společnost (Lauantaiseura), jejímiž členy byli významní představitelé finského národního obrození. To v něm probudilo vlastenecké cítění.
Roku 1833 začal studovat historii na Helsinské univerzitě. V té době vydával vlastní ručně psané noviny Ephemerer a roku 1838 debutoval jako básník v Helsingfors Morgonblad básní Den stolta Rosen (Pyšná růže). Studoval též teologii a lékařství. Univerzitu absolvoval roku 1840. V roce 1841 se kvůli nedostatku peněz stal redaktorem švédskojazyčných novin Helsingfors Tidningar a v této funkci pracoval až do roku 1860. Mělo to velký význam pro jeho spisovatelskou kariéru, protože zde publikoval řadu svých příběhů na pokračování, mnohé z nich pod vlivem  Eugèna Suea. Rychle se stal velmi populárním a jako redaktor významně rozvinul finskou žurnalistiku, když psal o aktuálních kulturních a společenských otázkách. Jako novinář naléhal na matky, aby učily své děti finsky, protože věřil, že Finsko se stane převážně finsky mluvící, ale zdůrazňoval historický a kulturní význam švédského dědictví a švédského jazyka ve Finsku. Roku 1842 se zasnoubil s Emilií Lindqvistovou a o tři roky později se s ní oženil. Emilie se podobně jako její manžel zajímala o umění a literaturu a často redigovala jeho texty.
V letech 1842–1846 byl tajemníkem finské Společnosti pro faunu a flóru, v letech 1846–1851 byl zaměstnán v univerzitní knihovně a ve stejném období vyučoval historii, statistiku a švédštinu na Helsingfors lyceum, což byla Runebergem založená první moderní finská soukromá internátní škola vyučující ve švédštině. Roku 1847 získal doktorát za dizertaci o manželských svazcích starých Finů a roku 1852 získal místo profesora na střední škole ve Vaase. Když Vaasa vyhořela, fungovala škola dočasně v Jakobstadu a Topelius se tam chystal přestěhovat, byl však roku 1854 jmenován mimořádným profesorem historie na Helsinské univerzitě. Roku 1864 byl na podnět svého přítele Fredrika Cygnaeuse jmenován na univerzitě řádným profesorem dějin Finska, Ruska a severských zemí. V roce 1872 byl zvolen prorektorem univerzity a od roku 1875 do svého odchodu do důchodu roku 1878 byl jejím rektorem. Pak se přestěhoval s rodinou do vily Björkudden v Sipoo, kde žil do konce života.
V Björkudden měl Topelius časté návštěvy a konaly se zde besedy o umění a literatuře. Velkou část svého času zde také strávil revidováním svých děl. Byl rovněž zván na různé slavností v Helsinkách a dalších částech Finska. Zúčastnil se práce v několika výborech a radách, včetně Švédské literární společnosti ve Finsku. Zapojil se i do debaty o víře a vědě.
Roku 1885 mu zemřela manželka. O několik let později onemocněl gastritidou a utrpěl mírnou mrtvici. Zemřel roku 1898 v Björkudden brzy po oslavách svých osmdesátin. Pohřben byl na hřbitově Hietaniemi v Helsinkách.

## Literární dílo

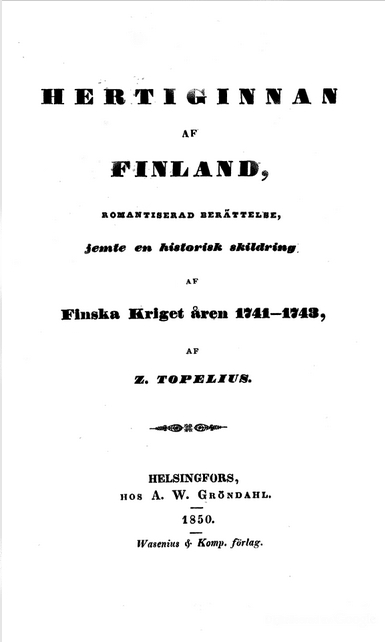
Vévodkyně z Finska, vydání z roku 1850

Topelius začínal jako lyrický básník. Jeho básně vychází z finské lidové poezie, jsou neseny v duchu romantické oslavy krásy a spojuje je vlastenecké cítění s obdivem k finské přírodě a kultuře. Velmi jsou ceněny jeho tři po sobě jdoucí svazky básnické sbírky Heather Blossoms (1845–54, Kvítky vřesu) a cyklus básní Sylvias visor (1853-1857, Sylviiny písně), z nichž řada byla zhudebněna.
Jako prozaik vydal roku 1850 první finský historický román Hertiginnan af Finland (Vévodkyně z Finska). Nejznámějším jeho dílem jsou Fältskärns berättelser (1851-1867, Felčarovy povídky), původně publikované na pokračování jako fejetony v Helsingfors Tidningar, které líčí historii Švédska a Finska v letech 1631 až 1772 s hlavním tématem dlouhodobého boje mezi šlechtou a rolníky. Pojetí jeho historických románů vychází z myšlenek Georga Wilhelma Friedricha Hegela, jsou založeny na solidní znalosti faktů a na jejich romantizující interpretaci, odehrávají se ve věrohodném prostředí, je v nich zdůrazňováno vlastenectví a silně se v nich projevuje autorova náboženská výchova.
Věnoval se také psaní literatury pro děti, především pohádek, kterých napsal více než 250, a byl znám jako pohádkový strýček (satusetänä) Připravil také dvě učebnice pro základní vzdělání. První byla Naturens bok (1856, Kniha přírody) a druhá Boken om vårt land (1875, Kniha o naší zemi).
Proslavil se i svými divadelními hrami Efter femtio år (1851, Po padesáti letech), Kung Carls Jagt (1852, Lov krále Karla) a Regina von Emmeritz (1853). Hru Lov krále Karla použil jako libreto pro první finskou operu skladatel Fredrik Pacius. Podle Topeliovy pohádkové hry na motivy z Kalevaly vytvořil rovněž Pacius singspiel Princessan av Cyper (1860, Kyperská princezna).
Podílel se také na práci ve výboru na vytvoření zpěvníku finské evangelicko-luteránské církve, a když Johan Ludvig Runeberg roku 1863 z výboru odstoupil, byl jmenován na jeho místo. Sám je autorem kolem patnácti žalmů a hymnů.

## Výběrová bibliografie

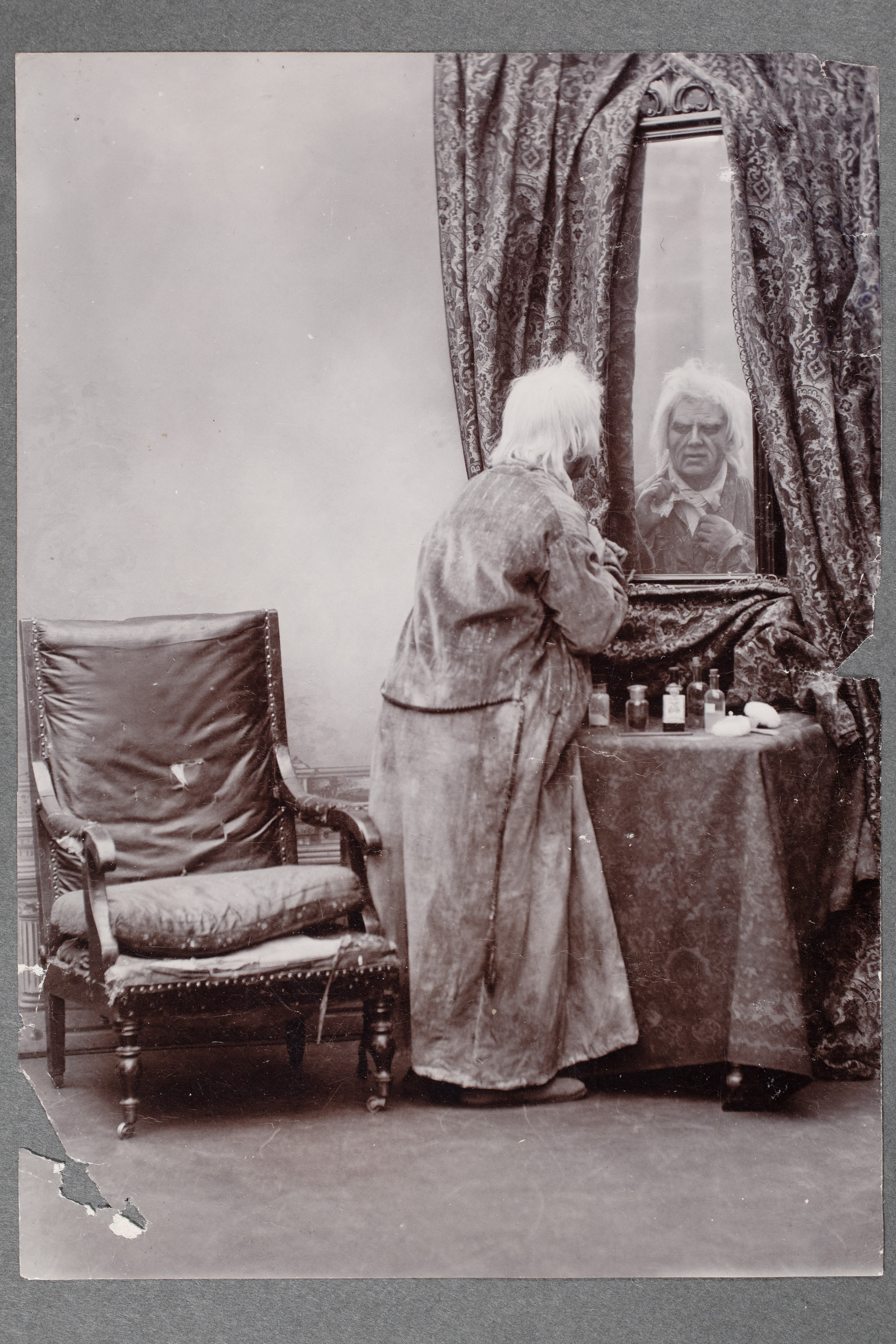
Scéna z divadelní hry Po padesáti letech

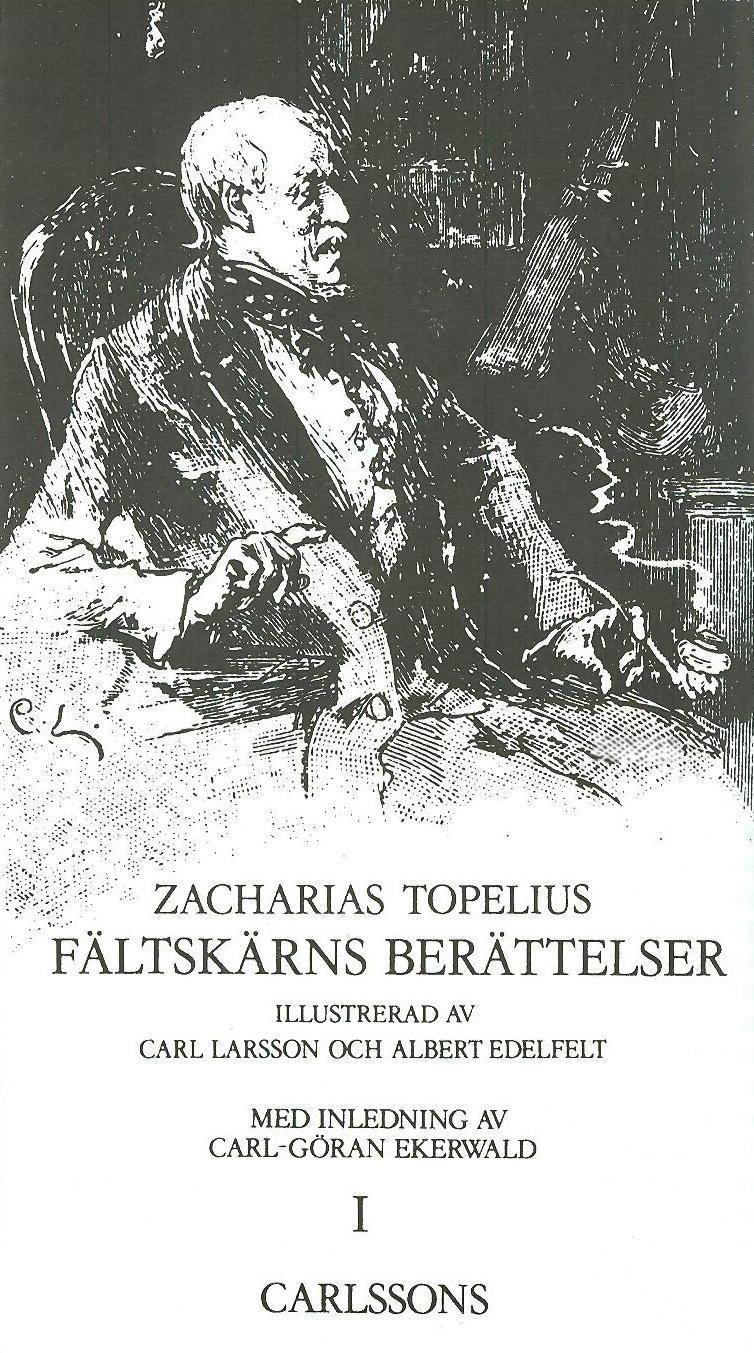
Felčarovy povídky, vydání z roku 1899

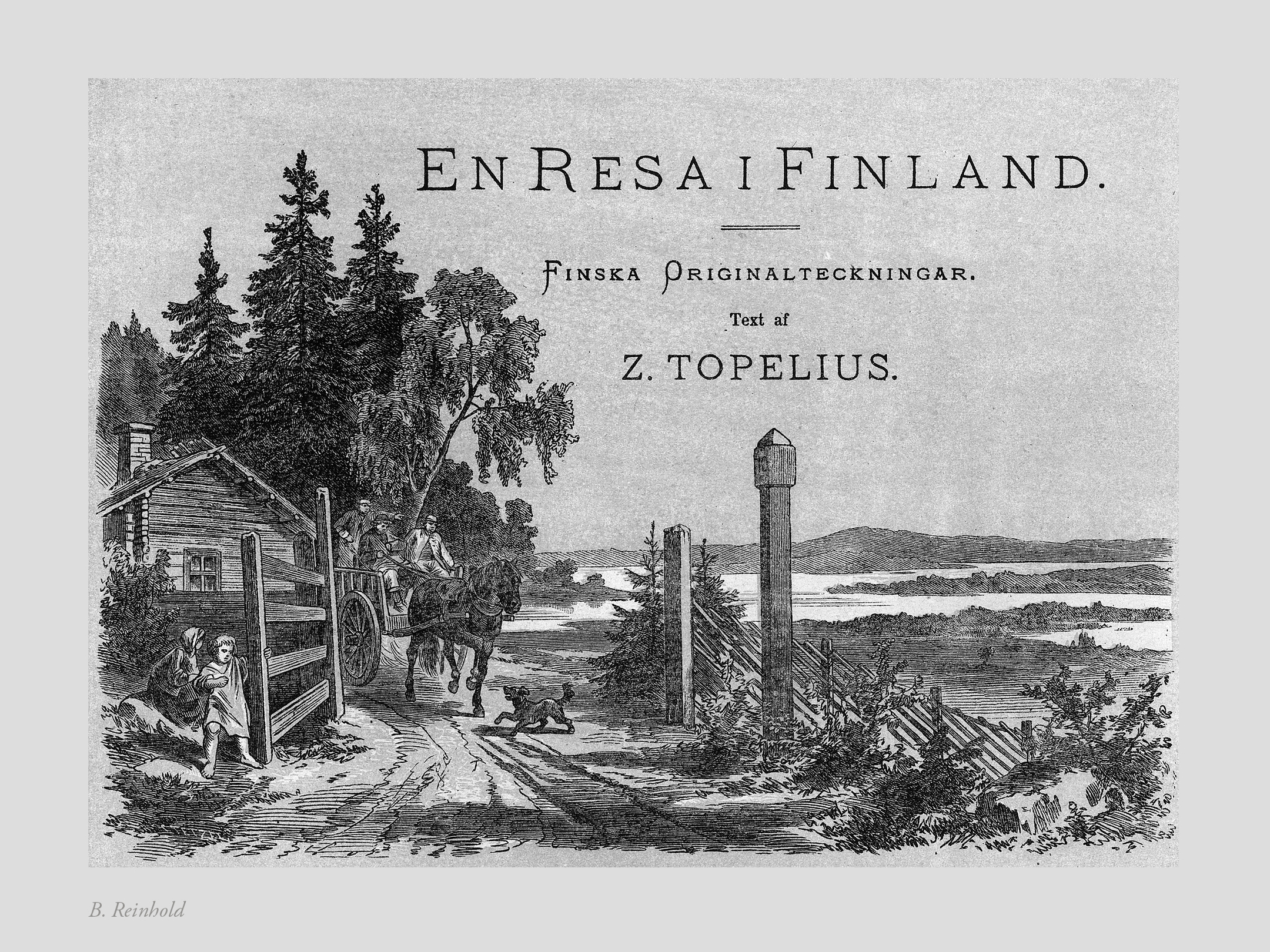
Cesta po Finsku, titulní list

- Heather Blossoms (Kvítky vřesu), třídílná lyrická básnická sbírka (první část 1845, druhá 1850 a třetí 1854) s tématy lásky a přírody.[2]
- Finland framstäldt i teckningar (1845–1852, Finsko prezentované v kresbách), série brožur vydaných v letech 1845–1852 obsahujících litografie slavných míst ve Finsku s krátkými popisy, které převážně upravil Zacharias Topelius.[10]
- Sagor (1847–1852, Pohádky), čtyři svazky.[1]
- Hertiginnan af Finland (1850, Vévodkyně z Finska), román odehrávající se během rusko-švédské války v letech 1741–1743, který je nyní považován za první historický román ve finské literární historii.[11]
- Efter femtio år (1851, Po padesáti letech), divadelní hra o třech jednáních s prologem, ve které se prolíná padesát let lásky, laskavosti, hořké závisti i černého zla. Poněkud hororový příběh vznikl podle autorovy povídky Gamla Baron på Rautakylä (1849, Starý baron na Rautakylä).[12]
- Kung Carls jagt (1851, Lov krále Karla), libreto k první finské opeře skladatele Fredrika Pacia, která měla premiéru roku 1852. Děj opery se týká návštěvy mladého švédského krále Karla XI. na Alandech. Leonora, dcera místního rybáře, se dozví o spiknutí proti královu životu na lovu a zachrání ho..[13]
- Fältskärns berättelser (1851–1867, Felčarovy povídky), cyklus povídek, autorovo nejslavnější dílo původně publikované na pokračování jako fejetony v Helsingfors Tidningar v letech 1851–1866.[2] Cyklus se skládá z patnácti povídek, rozdělených do pěti částí, a líčí historii Švédska a Finska v letech 1631 až 1772 z pohledu šlechtického rodu a rolnické a kupecké rodiny s hlavním tématem dlouhodobého boje mezi šlechtou a rolníky. Částečně přepracované povídky vyšly knižně po jednotlivých částech letech 1853 až 1867 a v letech 1883–1884 vyšlo nové přepracované vydání.[14]
- Regina von Emmeritz (1853), divadelní hra o ženě jako láskyplném protikladu násilí a nenávisti na pozadí konfliktu mezi luteránskou a katolickou vírou. Dceru knížete von Emmeritz, Reginu, podnítí jezuitský mnich Hieronymus k vraždě krále Gustava II. Adolfa, ta je však okouzlena panovníkovou osobností, naplněna láskou a zachrání jej. Sama pak umírá, když sebere králi otrávený dopis.[15]
- Titians första kärlek (1853,  Tizianova první láska), jednoaktovka ve které žena chce malíře inspirovat k božské, věčné a vznešené lásce k umění a kráse.[7]
- Sylvias visor (1853–1857, Sylviiny písně), cyklus básní původně publikovaný jako součást třetí části Topeliovy sbírky básní Kvítky vřesu a přepracovaného vydání sbírky roku 1860. Cyklus nese své jméno podle malého zpěvného ptáka pěnice černohlavé (sylvia atricapilla) a Topelius se v něm uchýlil k poezii přírody a ke schopnosti přírody léčit rány, které mu vznikly ze společenského života.[16]
- Naturens bok (1856, Kniha přírody), učebnice přírodopisu pro finské veřejné školy určená pro osmi až devítileté školáky.[17]
- Gröna kammarn på Linnais gård (1859, Zelená komnata na panství Linnais), kratší hororový román.[18]
- Veteranens jul (1859, Veteránovy vánoce), divadelní hra nastolující otázky životních podmínek válečných veteránů.[7]
- Prinsessan af Cypern  (1860, Kyperská princezna), pohádková hra na motivy z Kalevaly.[19] Podle hry vytvořil skladatel Fredrik Pacius singspiel.[8]
- Läsning för barn (1865–1896, Čtení pro děti), osm svazků, Obsah (pohádky, písničky a hry) se z velké části skládá z příspěvků již dříve publikovaných v dětských časopisech.[20]
- Nya blad (1870, Nové listy), básnická sbírka.[21]
- En resa i Finland (1872–1874, Cesta po Finsku), dílo vyšlo ve dvanácti sešitech, první v únoru 1872 a poslední v zimě 1874. Každá brožurka obsahovala tři ocelorytiny a jednu až pět kapitol, ve kterých Topelius představuje finskou přírodu, lidi a historii s cílem vybudovat národní sebevědomí.[22]
- Boken om vårt land (1875, Kniha o naší zemi), čítanka pro veřejné školy ve Finsku popisující finskou krajinu, přírodu, lidi a historii. Kniha byla ve finském překladu používána ve školách až do 20. století a přispěla k budování finské národní identity.[17]
- Vinterqvällar (1880–1897, Zimní večery), jediná sbírka autorových povídek, která vyšla v šesti dílech za jeho života. Sbírka obsahuje v přepracované podobě nejoceňovanější a nejslavnější povídky a pověsti z Topeliovy dlouhé povídkové produkce.[23]
- Stjärnornas kungabarn (časopisecky 1886–1888, knižně 1889, Královské dítě hvězd), původní název Planeternas skyddslingar, částečně alegorický historický román, jehož události se odehrávají v letech 1626–1655 za vlády královny Kristiny.[24]
- Heather (1889, Vřes), poslední autorova básnická sbírka.[21]

## Ocenění
Topelius za svou práci získal řadu vyznamenání: Řád sv. Anny třetí třídy roku 1862 a druhé třídy roku 1877, rytíře Řádu polární hvězdy roku 1865, Řád sv. Stanislava druhé třídy roku 1866, Královskou cenu roku 1873, čestný titul státního rady roku 1878, Velkou cenu Švédské akademie roku 1886 a komandéra Řádu polární hvězdy roku 1888.
Roku 1932 byla v Helsinkách odhaleno sousoší finského sochaře Villa Vallgrena Topelius ja lapset (Topelius a děti) vytvořenou již roku 1909. Roku 1932 také vznikl Topeliův pomník Taru ja totuus (Pohádka a pravda) finského sochaře Johana Gunnara Finna umístěný v parku Esplanade v Helsinkách.
Na Topeliově hrobě na hřbitově Hietaniemi je socha anděla od finského sochaře Waltera Runeberga.
Roku 1917 byla v Helsinkách založena švédská veřejná škola Topeliusskolan (Topeliova škola) v jejíž budově je umístěna Topeliova busta.

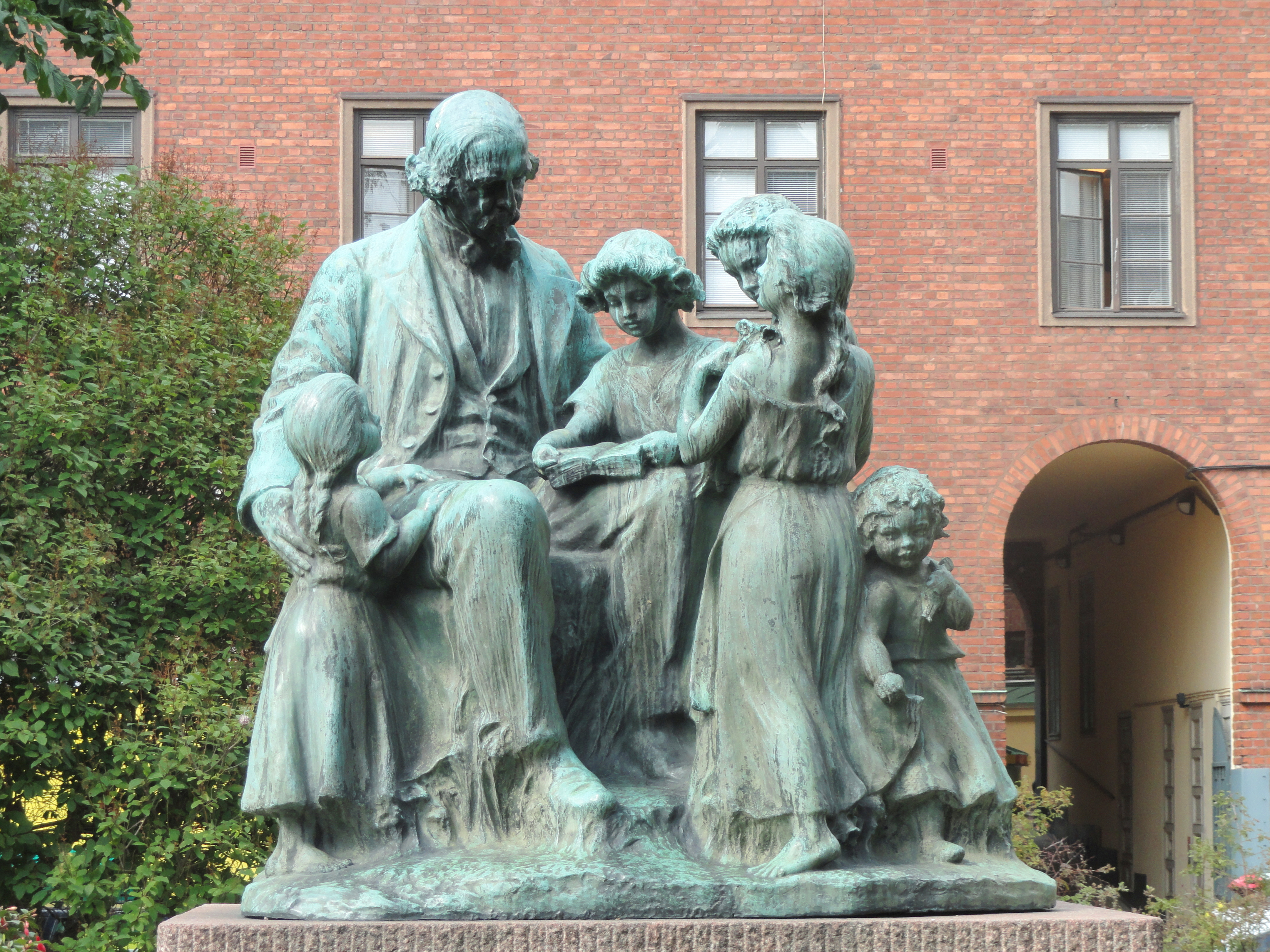
Sousoší Topelius a děti od Villa Vallgrena.
Sousoší Pohádka a pravda od Johana Gunnara Finna.
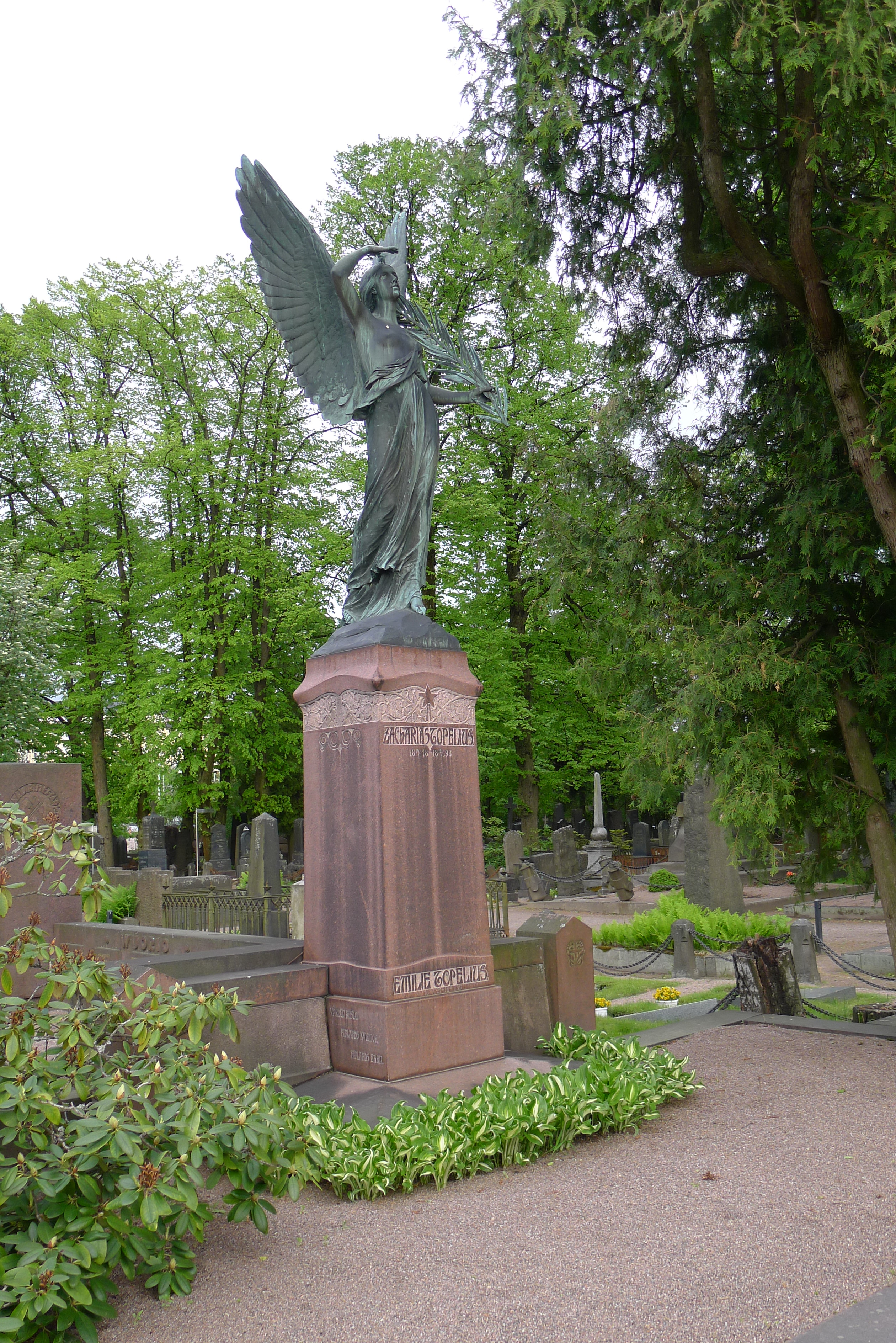
Topeliův hrob se sochou od Waltera Runeberga.
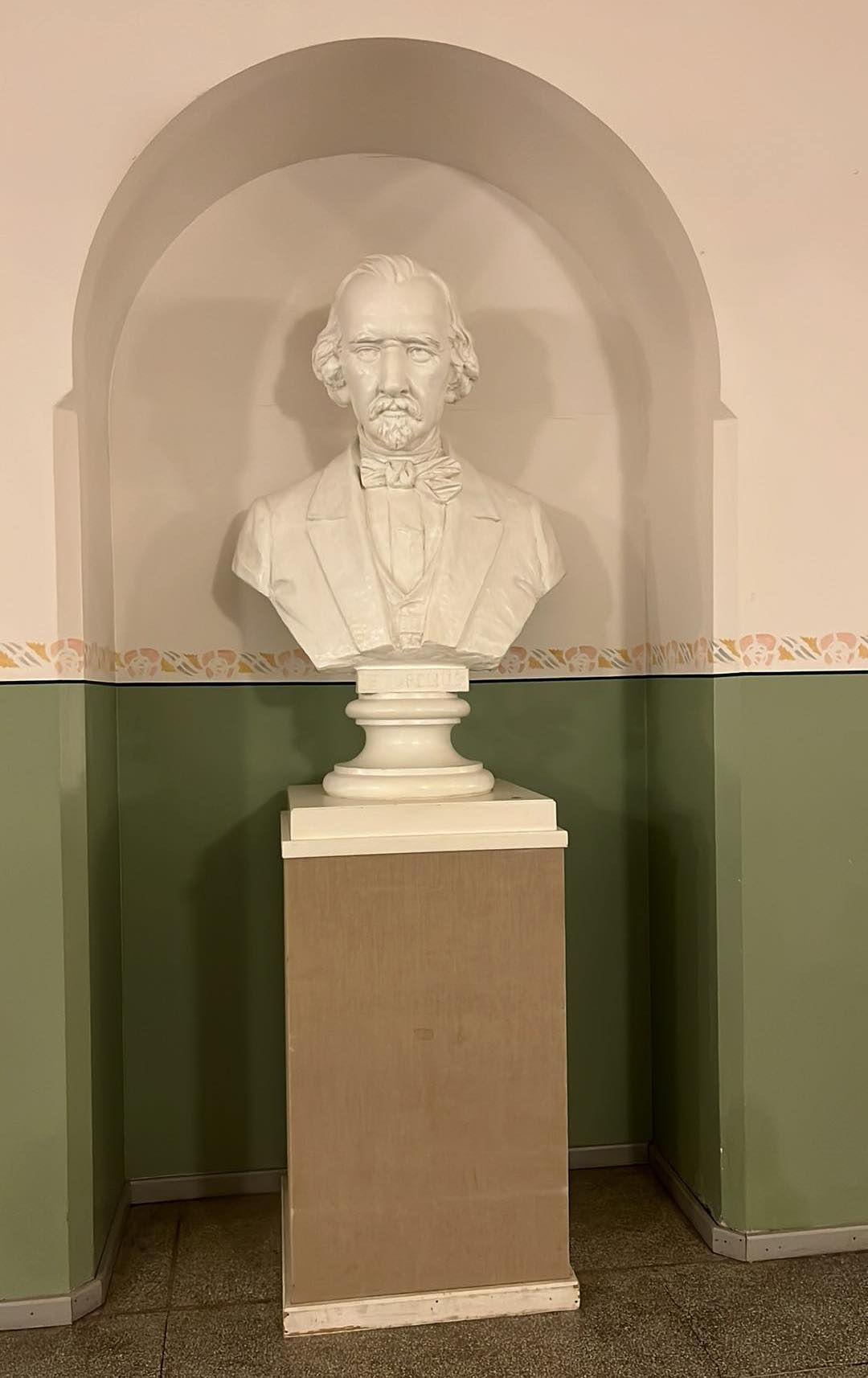
Topeliova busta v Topeliově škole v Helsinkách

## Adaptace

### Hudba

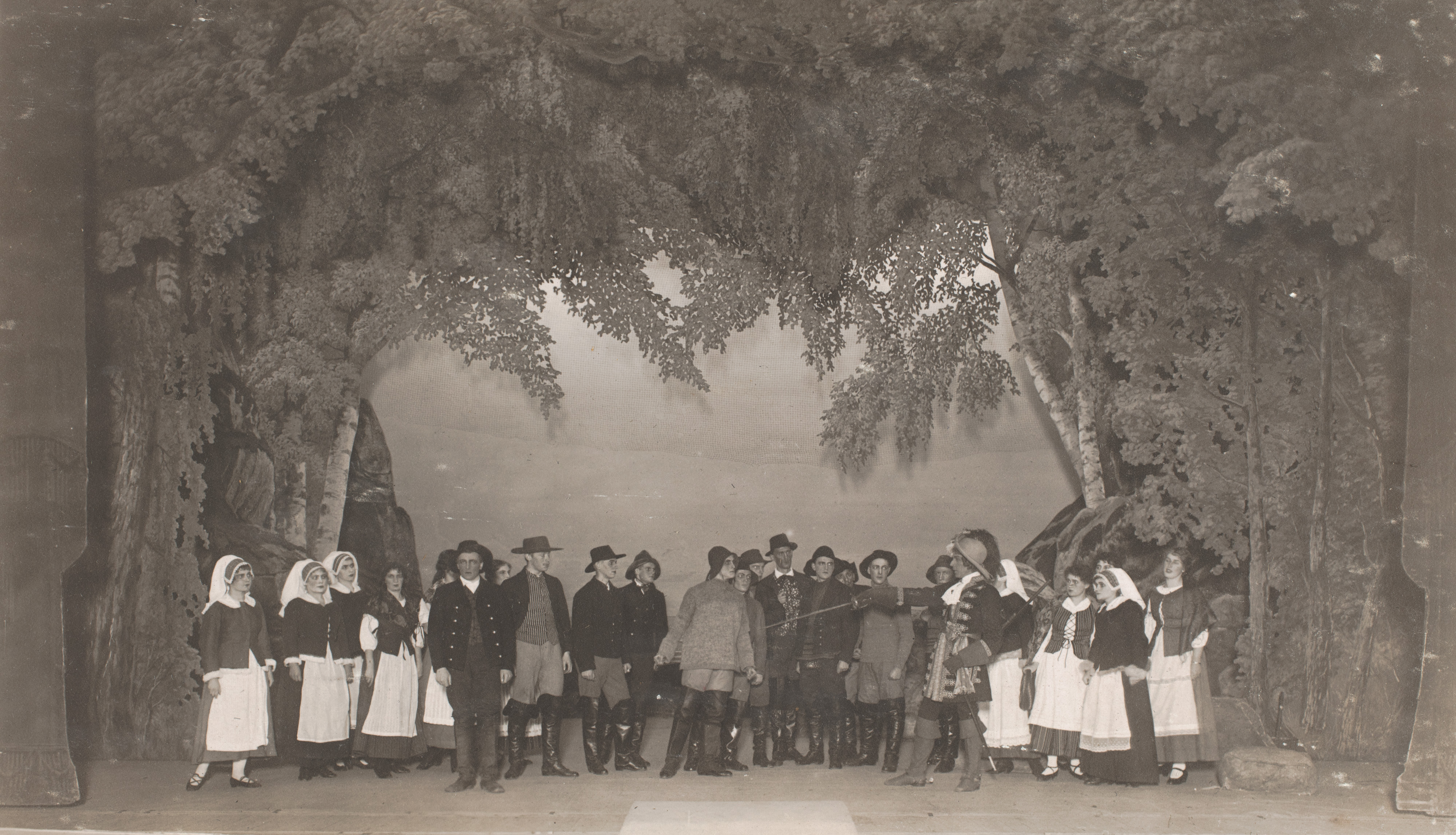
Inscenace opery Lov krále Karla z roku 1918.

Mnoho jeho básní bylo zhudebněno, například Jeanem Sibeliem. Podle jeho libreta napsal německý skladatel žijící ve Finsku Fredrik Pacius první finskou operu  Kung Carls jagt (1852, Lov krále Karla) a podle jeho pohádkové hry Prinsessan af Cypern  (Kyperská princezna) roku 1860 singspiel

### Film
- Regina von Emmeritz och konung Gustaf II. Adolf (1910, Regina von Emmeritz a král Gustaf II. Adolf), švédský němý film, režie Gustaf Linden.
- Rautakylän vanha parooni (1923, Starý baron na Rautakylä), finský němý film podle autotvy povídky Gamla Baron på Rautakylä a divadelní hry Efter femtio år (Po padesáti letech), režie Karl Fager.
- Linnaisten vihreä kamari (1945, Zelená komnata na panství Linnais), finský film podle románu Gröna kammarn på Linnais gård, režie Valentin Vaalan.
- Prinsessa Ruusunen (1949, Šípková Růženka), finský film podle autorovy pohádky, režie Edvin Laine.

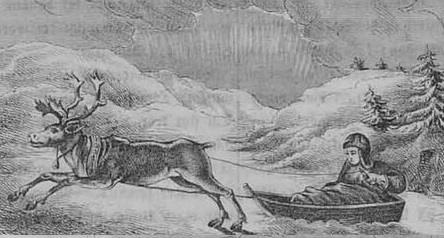
Ilustrace k pohádce Sampo, malý laponský chlapec z roku 1860

- Sampo Lappelill (1949, Sampo, malý laponský chlapec), švédský film podle autorovy pohádky o sámském chlapci, režie Rolf Husberg a Stig Wesslén.
- Prinsessan Lindagull (1964, Princezna Lindagull), finský krátký televizní film ve švédském jazyce podle autorovy orientální pohádky Prinsessa Kultakutri, režie Kurt Simons.
- Sampo Lappelill (1965, Sampo, malý laponský chlapec), finský krátký televizní film ve švédském jazyce podle autorovy pohádky o sámském chlapci, režíe Kurt Simons.
- Pastorinvaalit (1974, Volba pastora), finský televizní film podle povídky Pastorsvalet i Aulango (Volba pastora v Aulangu) ze sbérky povídek Zimní večery, režie Pauli Virtanen.
- Prinsessan Lindagull (1981, Princezna Lindagull), finský krátký televizní film ve švédském jazyce podle autorovy orientální pohádky Prinsessa Kultakutri, režie Antonia Ringbom.
- Prinsessa Ruusunen (1982, Šípková Růženka), finský film podle autorovy pohádky, režie Mirjam Himberg.
- Сампо из Лапландии (1985, Sampo z Laponska), ruský sovětský krátký animovaný film podle autorovy pohádky Sampo Lappelill', režie Jefrem Avmramovič Pružanskij.
- Paperinukketeatteri: Prinsessa Ruusunen (1988 Papírové loutkové divadlo: Šípková Růženka), krátký animoaný film  podle autorovy pohádky, režie Maija Baric.
- Adalminan helmi (1997, Adalminanina perla), finský televizní film podle autorovy pohádky, režie Olli Löytönen.
- Sampo Lappalainen (2001, Sampo, malý laponský chlapec), finský krátký televizní film podle autorovy pohádky o sámském chlapci, režie Kari Häkkinen.
- Peikkojen joulu (2004, Trollí vánoce), finský krátký televizní film podle autorovy pohádky, režie Kari Häkkinen.
- Vattumato (2004, Bavlněný červ), finský krátký televizní film podle autorovy pohádky, režie Kari Häkkinen.
- Lintu sininen (2005, Modrý pták), finský televizní film podle autorovy pohádky, režie Eija-Elina Bergholm.
- Jos rakastat (2010, Když miluješ), finský film podle autorovy pohádky Adalminanina perla, režie Neil Hardwick.

## Česká vydání
- Dary mořského boha. Praha: Besedy Času 16, 1911, 6, S. 47–48; 8, S. 63-64; 9, S. 71–72. přeložil M.
- Lepší cesta. Praha: Orbis 1949. Přes norštinu přeložil Zd. Čejpa.
- Jak se zajíc a veverka učili počítat. In PALLAS, Gustav. Severské pohádky. Praha: SNDK 1957, S. 41–44.
- Kde se berou pohádky. Praha: Naše rodina 1975, 37, S. 19. přeložila Marta Hellmuthová.